# ولادیمیر موسیسیان
ولادیمیر میهرانی موُسیسیان (ارمنی: Վլադիմիր Միհրանի Մովսիսյան؛ ۲۲ نوامبر ۱۹۳۳ – ۵ نوامبر ۲۰۱۴) سیاست‌مدار اهل ارمنستان که از آوریل تا اکتبر ۱۹۹۰ سمت دبیر اولی حزب کمونیست ارمنستان و از اکتبر تا سپتامبر سمت استانداری استان گغارکونیک را برعهده داشت. وی از ۱۹۹۶ تا ۱۹۹۹ در کابینه‌های آرمن سارگسیان، روبرت کوچاریان و آرمن داربینیان به عنوان وزیر کشاورزی خدمت نمود.

## زندگی
وی همچنین برندهٔ جوایزی همچون نشان پرچم سرخ کار، نشان برجسته افتخار، نشان مسروپ ماشتوتس مقدس، نشان افتخار جمهوری ارمنستان و شهروند افتخاری ایروان شده است.